# Rue Charles-Fourier
La rue Charles-Fourier est une voie du 13e arrondissement de Paris dans le quartier de la Maison-Blanche.

## Situation et accès

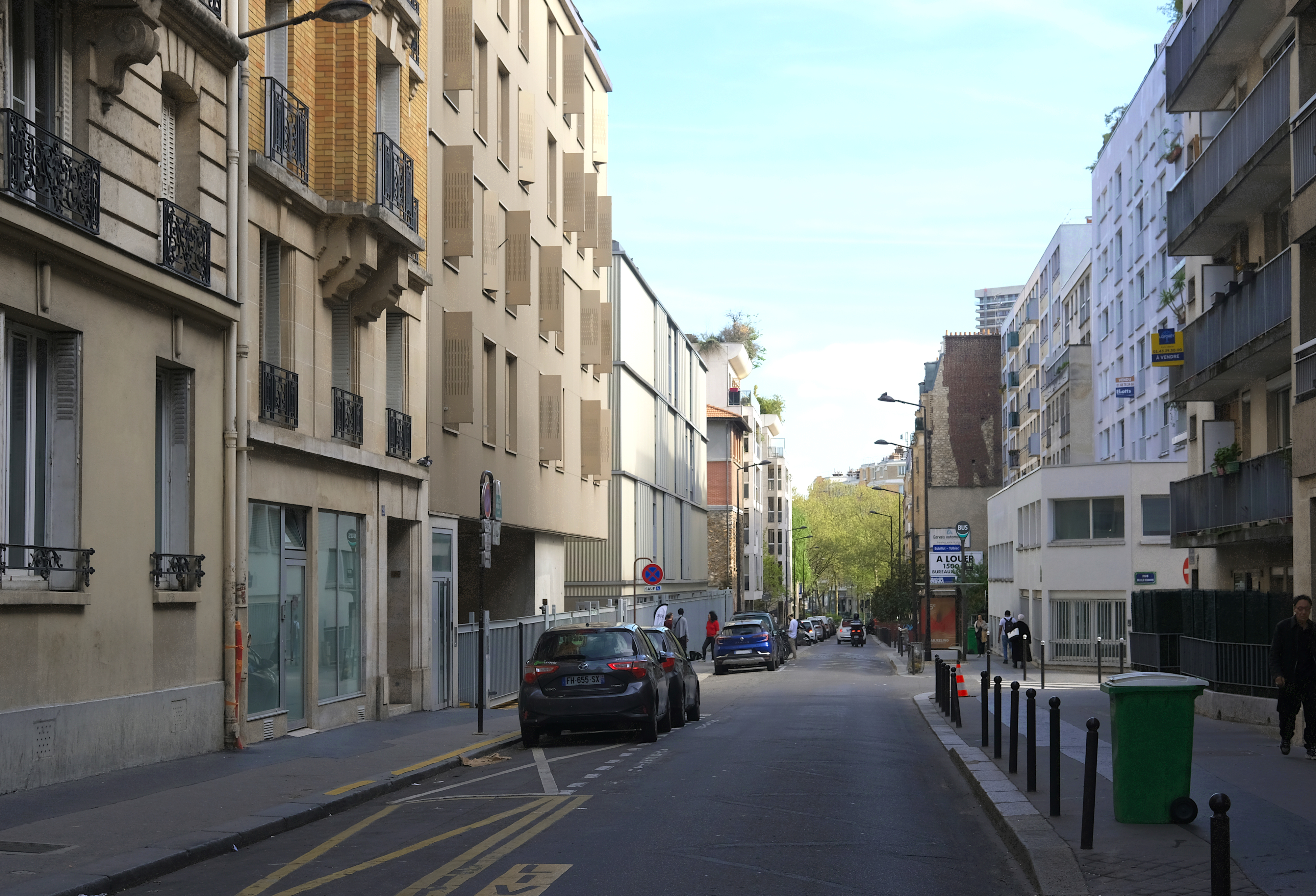
La rue Charles-Fourier en direction de la place de l'Abbé-Georges-Hénocque.

La rue Charles-Fourier est desservie à proximité par la ligne 7 à la station Tolbiac.

## Origine du nom

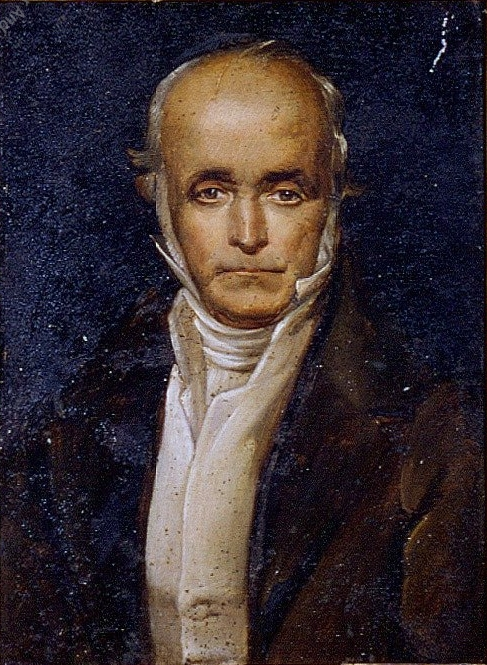
Charles Fourier.

Elle doit son nom au philosophe Charles Fourier (1772-1837).

## Historique
Cette rue, ouverte en 1887 par la ville de Paris, prend sa dénomination actuelle le 18 avril 1890.

## Bâtiments remarquables et lieux de mémoire
- Nos 8, 10, 12 : l’Association des ouvriers en instruments de précision (AOIP), une des plus grosses coopératives ouvrières d'Europe[2], y a construit son usine principale et son siège en 1907, aux nos 8-10-12, puis du no 8 au no 14 de la rue[3]. L'usine a été vendue en 1985 et la société a quitté définitivement Paris en 1987
- No 12 : siège de l'association Genepi.
- No 18 : siège de l'association La Mie de pain[4].